# Burg Budyně
Die Burg Budyně (deutsch Burg Budin) befindet sich bei Budyně nad Ohří in Nordböhmen in Tschechien.

## Geschichte
Die ursprünglich hölzerne Burg liegt im Okres Litoměřice im sumpfigen Gelände rechts der Eger. Im 13. Jahrhundert ließ König Ottokar I. die Burg durch einen Wassergraben erweitern. Bis zur Herrschaft des Königs Johann von Luxemburg gehörte die Burg böhmischen Herrschern. 1336 erhielt Budin von Hasenburg vom König das Anwesen. Im 15. Jahrhundert wurden die Befestigungen und Gebäude zum heutigen Aussehen erneuert. Die Wehrmauern hatten Schießscharten. Die vorgelagerten Schutzmauern waren von runden Türmen geschützt, in denen die Artillerie untergebracht war. Die Feste galt gleichzeitig als Anlage zum Einlass in die Stadt. Das hintere Tor war mit einem halbrunden, basteiartigen Vortor gesichert. Das Haupttor war der Einlass zur Vorburg.
1585 wurde die Burg erneut im Renaissance-Stil umgebaut. Spätere Umbauten, im Barock-Stil geplant, kamen nicht mehr zustande. 1614 kaufte der böhmische Kämmerer und Burggraf Adam II. („der Ältere“) von Sternberg (1575–1623) die Burg. 1759 zerstörte ein Feuer große Teile und im nachfolgenden Jahrhundert wurde ein Teil abgerissen. 1900 kam es zur Generalüberholung. Der letzte Eigentümer war bis 1945 die Familie der Grafen Herberstein. Seit 1946 gehört die Burg im Zuge der staatlichen Enteignung der Stadt. Da unter dem kommunistischen Regime keine Umbauten und Restaurierungen stattfanden, verfiel die Burg zusehends. Erst gegen Ende des 20. Jahrhunderts wurden Teile der Anlage restauriert.

## Sehenswürdigkeiten
Besuchenswert ist die Ausstellung der alchimistischen Werkstatt des Johann Zbinco von Hasenburg (* um 1560–1616). Ihn ereilte damals das gleiche Schicksal wie viele seiner Kollegen. Interessant ist auch der Drachen von Budyň (ein Krokodil), der 1518 von diesem Alchimisten mitgebracht wurde.